# Doomed for Live - Reunion 2002
Doomed for Live - Reunion 2002 è un album dal vivo del gruppo doom metal svedese Candlemass, pubblicato nel 2003.

## Tracce

### Disco 1
1. Mirror Mirror – 5:51
2. Bewitched – 4:33
3. Dark Are the Veils of Death – 4:04
4. Demons Gate – 9:23
5. Under the Oak – 6:17
6. At the Gallows End – 5:33
7. Samarithan – 5:15
8. Dark Reflections – 4:43
9. Mourner's Lament – 4:46
10. Black Stone Wielder – 2:54

### Disco 2
1. The Well of Souls – 8:53
2. A Sorcerer's Pledge – 10:24
3. Bearer of Pain – 4:26
4. Ancient Dreams – 0:30
5. Somewhere in Nowhere – 4:32
6. Solitude – 7:39
7. Crystal Ball – 7:22

## Formazione
- Leif Edling - basso
- Messiah Marcolin - voce
- Mats Björkman - chitarra
- Lars Johansson - chitarra
- Jan Lindh - batteria